# Out-Generaled
Out-Generaled  è un cortometraggio muto del 1911 sceneggiato e diretto da Francis Boggs. Prodotto dalla Selig Polyscope Company, il film aveva come interpreti Sydney Ayres, Betty Harte, George Hernandez.

## Produzione
Il film fu prodotto dalla Selig Polyscope Company.

## Distribuzione
Distribuito dalla General Film Company, il film - un cortometraggio in una bobina - uscì nelle sale cinematografiche statunitensi il 12 ottobre 1911.